# Tantulonychiurus volinensis
Tantulonychiurus volinensis is een springstaartensoort uit de familie van de Onychiuridae. De wetenschappelijke naam van de soort is voor het eerst geldig gepubliceerd in 1964 door Szeptycki.